# Urechești (Bacău)
Urecheşti è un comune della Romania di 3 931 abitanti, ubicato nel distretto di Vrancea, nella regione storica della Moldavia.